# 31. siječnja
31. siječnja (31. 1.) 31. je dan godine po gregorijanskom kalendaru.
Do kraja godine imaju još 334 dana (335 u prijestupnoj godini).

## Događaji
- 1808. – Napoleonov maršal Auguste Marmont ukinuo Dubrovačku Republiku.[1]
- 1876. – SAD je naredio svim američkim starosjediocima da odu u rezervate.
- 1941. – Pomorska bitka između otoka Lastova i Sušca između 3 talijanska broda i nepoznate podmornice.
- 1946. – Novim Ustavom Federativne Narodne Republike Jugoslavije upostavljeno je republikansko ustrojstvo države te potvrđena konstitutivnost šest sastavnih republika: Bosna i Hercegovina, Crna Gora, Hrvatska, Makedonija, Slovenija i Srbija.
- 1958. – Prvi američki satelit, Explorer I, uspješno poslan u orbitu.
- 1961. – Čimpanza Ham na palubi Mercury-Redstonea 2 postala je prvi viši primat u vanjskom svemiru.
- 1971. – Nakon 19 godina stanovnici Istočnog i Zapadnog Berlina ponovno su mogli međusobno komunicirati telefonom.
- 2020. – Velika Britanija napustila Europsku uniju.

| - 1543. – Tokugava Iejasu, japanski šogun († 1616.) - 1673. – Ljudevit Montfortski, francuski katolički svetac († 1716.) - 1797. – Franz Schubert, austrijski skladatelj, jedan od najistaknutijih romantičnih skladatelja († 1827.) - 1865. – Patrijarh Tihon, patrijarh Ruske pravoslavne Crkve († 1925.) - 1872. – Zane Grey, američki romanopisac († 1939.) - 1881. – Ana Pavlova, ruska balerina († 1931.) - 1881. – Irving Langmuir, američki fizičar i kemičar († 1957.) - 1901. – Vasilij Kuznjecov, trostruki predsjednik SSSR-a († 1990.) - 1910. – Willibald Hahn, austrijski nogometaš i nogometni trener († 1999.) - 1914. – Jersey Joe Walcott, američki boksač († 1994.) - 1915. – Thomas Merton, katolički redovnik († 1968.) - 1919. – Jackie Robinson, američki igrač bejzbola († 1972.) - 1921. – Mario Lanza, talijanski pjevač i glumac († 1959.) - 1923. – Norman Mailer, američki književnik († 2007.) - 1928. – Dušan Džamonja, hrvatski kipar († 2009.) - 1933. – Nikola Filipović, hrvatski pravnik († 2007.) - 1936. – Bosiljka Janjatović, hrvatska povjesničarka († 2006.) - 1957. – Bojan Križaj, slovenski alpski skijaš - 1972. – Vid Balog, hrvatski glumac - 1980. – Jurica Vranješ, hrvatski nogometaš - 1980. – Ines Cokarić, hrvatska glumica - 1981. – Justin Timberlake, američki pjevač - 1982. – Helena Paparizou, grčka pjevačica - 1986. – Kalomoira, grčko-američka pjevačica | - 876. – Ema Altdorfska, kraljica Istočne Franačke (*o. 808.) - 1587. – Juraj II. Drašković, hrvatski ban i zagrebački biskup (* 1525.) - 1606. – Guy Fawkes, engleski časnik (* 1570.) - 1727. – Jacob Roggeveen, nizozemski istraživač (* 1659.) - 1802. – Mirko Daniel Bogdanić, hrvatski astronom (* 1762.) - 1888. – Ivan Bosco, talijanski svećenik i utemeljitelj salezijanaca (* 1815.) - 1892. – Charles Haddon Spurgeon, američki baptistički propovijednik (* 1834.) - 1931. – Slavko Cuvaj, hrvatski ban i političar (* 1851.) - 1931. – Martin Davorin Krmpotić, hrvatski misionar u SAD (* 1867.) - 1946. – Ivo Protulipac, hrvatski doktor, odvjetnik i katolički aktivist - 1969. – Meher Baba, indjski mistik i duhovi vođa (* 1894.) - 1974. – Samuel Goldwyn, američki filmski producent i suosnivač Metro-Goldwyn-Mayera (* 1879.) - 1998. – Vjeko Ćurić, hrvatski franjevac (* 1957.) - 1999. – Branko Fučić, hrvatski povjesničar umjetnosti i kulture, znanstvenik, esejist, paleograf, arheolog, putopisac, akademik (* 1920.) - 2009. – Ingemar Johansson, švedski boksač (* 1932.) - 2015. – William Klinger, hrvatski povjesničar i publicist (* 1972.) - 2015. – Udo Lattek, njemački nogometaš i trener (* 1935.) - 2015. - Richard von Weizsäcker, njemački političar (* 1920.) - 2018. – Rasual Butler, američki košarkaš (* 1979.) - 2022. – Ružica Ćavar, hrvatska liječnica i katolička aktivistica (* 1937.) |

## Blagdani i spomendani
- Dan nezavisnosti u Nauruu
- Ivan Bosco